# Spurlos – Die Entführung der Alice Creed
Spurlos – Die Entführung der Alice Creed (Originaltitel: The Disappearance of Alice Creed) ist ein britischer Thriller von Regisseur J Blakeson aus dem Jahr 2009. Im Film treten mit Gemma Arterton als Alice Creed sowie Martin Compston und Eddie Marsan als die beiden Entführer nur drei Schauspieler auf.
Seine Premiere feierte der Film am 12. September 2009 beim Toronto International Film Festival. Es folgten weiter Vorführungen bei diversen Filmfestivals. Am 30. April 2010 lief der Film in den britischen Kinos an. In Deutschland erschien er am 15. März 2011 als DVD-Produktion. Die Veröffentlichung der DVD durch Ascot Elite Home Entertainment erfolgte mit einer FSK-16-Freigabe.

## Handlung
Die beiden Kriminellen Vic und Danny entführen Alice Creed, um von ihrem vermögenden Vater Geld zu erpressen. Während Vic gelegentlich die zuvor für die Entführung präparierte Wohnung verlässt, bewacht Danny die Gefangene Alice allein. Unter dem Vorwand, ihre Notdurft verrichten zu müssen, kann Alice Danny eine Schusswaffe abnehmen. Sie bedroht ihn und verlangt von ihm, sie sofort von ihren restlichen Fesseln zu befreien. Zufällig betätigt sie den Abzug, das Geschoss bleibt in der Wand stecken, und die Patronenhülse fällt auf den Boden. In Todesangst gibt Danny sich als Alices früherer Freund zu erkennen. Er behauptet, seine Zukunft gemeinsam mit Alice zu planen und dafür Geld von ihrem Vater zu erpressen, da dieser kein gutes Verhältnis zu seiner Tochter hat und ihr freiwillig kein Geld geben würde. Alice ist zunächst wütend und will Danny weiterhin zwingen, sie freizulassen. Als Vic zurückkehrt und an der Wohnungstür klopft, sagt ihr Danny, dass Vic sie beide töten würde. Daraufhin willigt sie in seinen Plan ein und lässt sich erneut ans Bett fesseln. Die Patronenhülse auf dem Boden beachtet Danny nicht. Vic ist zunächst skeptisch und will wissen, was in der Wohnung vorgefallen ist, kann dann von Danny aber überzeugt werden, dass alles in Ordnung sei.
Am nächsten Tag wird Alice von Vic mit Suppe gefüttert. Danny kann im letzten Moment die am Boden liegende Patronenhülse vor Vic verstecken. Als es nicht funktioniert, sie ins Klo zu spülen, verschluckt er sie.
Bei einer erneuten Abwesenheit von Vic verführt Alice Danny und kettet ihn in einem unaufmerksamen Moment ans Bett. Sie kann die Wohnung aber nicht gleich verlassen, da die Wohnungstür von innen verschlossen ist. Dann ruft sie von einem Mobiltelefon aus die Polizei an und bittet um Ortung. Als sie ans Bett zurückkehrt, um den Schlüssel aus der Tasche von Dannys Hose zu holen, kann dieser ihr die Waffe abnehmen, sich befreien und sie erneut fesseln. Das Telefon hat sie immer noch in der Jackentasche.
Nach seiner Rückkehr will Vic Alice erneut knebeln. Dabei rutscht das Telefon aus ihrer Tasche. Er erkennt die zuletzt gewählte Nummer als die der Polizei und schlägt Alice, damit sie ihm die Wahrheit erzählt. Nachdem er sie auch mit dem Messer bedroht, ruft sie nach Danny um Hilfe. Vic entdeckt zufällig das Geschoss in der Wand. Nachdem er Alice mit dem Tod bedroht hat, verrät sie schließlich, dass Danny das gesamte Lösegeld für sich und Alice nehmen möchte.
Vic ist schockiert über diesen Betrug, insbesondere, da er und Danny nicht nur Partner sind, sondern gemeinsam im Gefängnis waren und eine homosexuelle Beziehung führen. Er lässt Danny aber darüber im Unklaren, dass Alice ihm von seinem Plan erzählt hat. Er betäubt Alice mit einer Injektion und bringt sie, gemeinsam mit Danny, wie für die Geldübergabe geplant in ein anderes Versteck in einem abgelegenen Lagerhaus. Dann führt er Danny zur angeblichen Übergabestelle des Geldes im Wald, die er aber schon von Anfang an als Ort für dessen Erschießung vorgesehen hatte. Nach einem Handgemenge kann Danny jedoch mit einer Schusswunde entkommen. Vic holt das Lösegeld ab und kehrt ins Lagerhaus zurück, um Alice eine weitere Injektion zu geben. Dabei wird er von Danny überrascht, der ihn entwaffnet und schließlich neben der angeketteten Alice erschießt. Dann nimmt er das Geld und verlässt das Lagerhaus, ohne jedoch Alice freizulassen. Bevor Vic stirbt, kann er einen zweiten Schlüsselsatz aus seiner Tasche holen und diesen zu Alice schieben, die ihn mit dem Fuß angeln und sich befreien kann.
Barfuß läuft sie die verlassene Straße entlang. Sie trifft auf das am Straßenrand stehende Auto mit dem seinen Verletzungen erlegenen Danny. Sie zieht die Leiche aus dem Auto und fährt, nachdem sie noch einmal innehielt und ihren Tränen freien Lauf ließ, samt Lösegeld fort.

## Hintergrund
Der Film wurde vollständig auf der Isle of Man gedreht, darunter in Douglas und Ramsey. Die Dreharbeiten wurden innerhalb von vier Wochen durchgeführt. Dabei wurden die einzelnen Szenen mehrheitlich in chronologischer Reihenfolge gedreht. Das Budget des Films wird auf 800.000 US-Dollar geschätzt.
Die ersten fünfeinhalb Minuten des Films kommen ohne jegliche Dialoge aus, ebenso die folgenden vier Minuten.
J Blakeson ließ sich von An einem trüben Nachmittag sowie Kopfgeld – Einer wird bezahlen bei der Anfertigung des Drehbuchs inspirieren. Das Casting von Martin Compston für die Rolle des Danny wurde erst zwei Wochen vor Drehbeginn durchgeführt. Mit dieser Produktion war Eddie Marsan bereits bei der dritten Filmproduktion beteiligt, die er im Jahr 2008 auf der Isle of Man drehte. Bei den anderen beiden Filmen handelt es sich um Heartless sowie Ich & Orson Welles. Für die beiden männlichen Hauptdarsteller handelt es sich bei ihrem Kuss um den ersten Filmkuss mit einem männlichen Darsteller.
Gemma Arterton lehnte es ab, für ihre Nacktszenen auf ein Double zurückzugreifen, sondern bevorzugte es, diese Szenen selbst zu spielen, um tatsächlich Angst zu spüren. Ihr wurde ein Safeword gegeben, mit der sie die Filmaufnahmen jederzeit abbrechen konnte. Auch in den Szenen, in denen sie nicht gefilmt wurde, bestand sie darauf, weiterhin mit Handschellen an das Bett gefesselt zu bleiben, um die Authentizität ihrer Rolle zu bestärken. In der Szene, in der sie von Vic geschlagen wird, erhielt sie tatsächlich von Eddie Marsan versehentlich einen Schlag ins Gesicht.
Die gegen Ende des Films zu sehenden Szenen in und außerhalb der Lagerhalle wurden im Februar gedreht, weswegen die nur leicht bekleidete und barfuß laufende Hauptdarstellerin sich zwischen den Aufnahmen aufwärmen musste.

## Deutsche Synchronfassung
Die deutsche Synchronbearbeitung entstand bei Atelier Synchron in Hannover. Luise Charlotte Brings verfasste das Dialogbuch, Synchronregie führte Lothar Meyer.
| Darsteller      | Deutscher Sprecher | Rolle       |
| --------------- | ------------------ | ----------- |
| Gemma Arterton  | Maria Koschny      | Alice Creed |
| Martin Compston | Johannes Raspe     | Danny       |
| Eddie Marsan    | Philipp Moog       | Vic         |

## Kritik
„Exzellent gespielter Krimi, der trotz einiger konstruierter Storyelemente für Spannung sorgt.“

„Das schlanke Grundgerüst erweist sich als echter Glücksfall und eröffnet ein nervenaufreibendes Kammerspiel. ‚Spurlos‘ fesselt bis kurz vor dem Schlussakt als dichter Psychothriller, verliert dann jedoch mit ausufernden Wendungen den roten Faden und landet so schließlich doch nur im oberen Genre-Mittelfeld.“

## Auszeichnungen
Der Film wurde für mehrere Auszeichnungen nominiert:
- British Independent Film Awards 2009: Nominierung in der Kategorie Raindance Award
- Evening Standard British Film Award 2011: Nominierung in der Kategorie Best Actor für Eddie Marsan
- Gay and Lesbian Entertainment Critics Association (GALECA) 2010: Nominierung in der Kategorie Unsung Film of the Year
- London Critics’ Circle Film Awards 2011: Nominierung in der Kategorie Breakthrough British Filmmaker für J Blakeson